# Cotxa gorjablanca
La cotxa gorjablanca (Phoenicurus schisticeps) és una espècie d'ocell de la família dels muscicàpids (Muscicapidae) que habita boscos i matolls de l'Himàlaia, a l'oest i centre de la Xina, sud del Tibet i nord-est de l'Índia i Nepal. El seu estat de conservació es considera de risc mínim.
En diverses llengües rep el nom de "cotxa gorjablanca" (Anglès: White-throated Redstart. Francès: Rougequeue à gorge blanche).